# Trinay
Trinay település Franciaországban, Loiret megyében. Lakosainak száma 210 fő (2022. január 1.). Trinay Artenay, Aschères-le-Marché, Bucy-le-Roi, Ruan, Saint-Lyé-la-Forêt és Villereau községekkel határos.

## Népesség
A település népessége az elmúlt években az alábbi módon változott:
| Lakosok száma | 218  | 182  | 189  | 204  | 232  | 231  | 225  | 217  | 215  | 210  |
|               | 1968 | 1982 | 1990 | 2006 | 2013 | 2015 | 2017 | 2019 | 2020 | 2022 |